# Wałentyn Dmytroszczenko
Wałentyn Stepanowycz Dmytroszczenko, ukr. Валентин Степанович Дмитрощенко, ros. Валентин Степанович Дмитрощенко, Walentin Stiepanowicz Dmitroszczienko (ur. 12 lutego 1933) – ukraiński piłkarz, grający na pozycji bramkarza, trener piłkarski.

## Kariera piłkarska
W 1956 rozpoczął karierę piłkarską w amatorskiej drużynie Rajuprawlenija im. Dzierżyńskiego w Krzywym Rogu. W 1957 został zaproszony do Metałurha Dniepropetrowsk. W 1959 bronił barw Metałurha Woroszyłowsk, a w 1960 przeszedł do Chimika Dnieprodzierżyńsk. Latem 1961 został piłkarzem Metałurha Zaporoże. Od 1963 do 1964 występował w Trubnyku Nikopol. W 1965 powrócił do zaporoskiego klubu, w którym zakończył karierę piłkarza.

## Kariera trenerska
Karierę szkoleniowca rozpoczął po zakończeniu kariery piłkarza. W połowie sezonu 1966 po dymisji trenera Wasyla Briuszyna stał na czele Krywbasu Krzywy Róg. Potem w latach 1967-1968 pomagał trenować piłkarzy Krywbasu Krzywy Róg. Pracował w Szkole Piłkarskiej Metałurh Zaporoże.

## Sukcesy i odznaczenia

### Odznaczenia
- tytuł Mistrza Sportu ZSRR